# 北方戦争
北方戦争（ほっぽうせんそう、英語: Northern War、1655年 - 1661年）は、17世紀に起きたスウェーデン（バルト帝国）とその他の国々、ポーランド・リトアニア連合（大洪水時代、1648年 - 1667年）、モスクワ大公国（ロシア・ツァーリ国、1656年 - 1658年）、ブランデンブルク＝プロイセン（1657年 - 1660年）、神聖ローマ帝国（1657年 - 1660年）、そしてデンマーク＝ノルウェー（1657年 - 1658年、1658年 - 1660年）との戦争を一纏めにした時に使われる。

## 名称
この戦争には様々な別名が各国に存在する。例えばポーランドにおいては、「大洪水時代」がしばしばこの一連のスウェーデン、ブランデンブルク、ロシア、トランシルヴァニア、そしてウクライナ・コサックとの戦争を指す用語として使われており、デンマークにおいては「カール・グスタヴ戦争」として知られている。これらの戦争において、イングランドは一貫してスウェーデンの同盟国として行動し、ネーデルラントはイングランドに対抗するため逆の立場でこの戦争に関与した。

## 戦闘の推移

### 前史
北方戦争はスウェーデンが起こしたものだが、数年前に勃発したコサックの反乱（フメリニツキーの乱）によりポーランド・リトアニア連合が巻き込まれた大洪水時代と言う内戦に、近隣諸国が介入したものである。特にスウェーデンはポーランドとの王位継承権問題を抱えており、スウェーデンの新王朝プファルツ家の王位をポーランド王に認めさせるという意図もあった。スウェーデンは、周辺諸国にも火種を抱えていた。東方のモスクワ国家は西欧の窓であるバルト海の出口を奪われていた。デンマーク＝ノルウェーは、スウェーデンとの遺恨が前世紀より続いていた。両国は隙あらばスウェーデンとの戦争を伺っていた。フメリニツキーの乱ではモスクワ国家とスウェーデンは共闘関係にあったが、スウェーデンがリトアニア大公国とケダイネイ合同を結び連合王国（共和国）に影響力を行使する事は、必然的にスウェーデンによる脅威が強まる事を意味し、モスクワ国家との対立関係はさらに深まる事となった。静観の立場をとるデンマークも連合王国でのスウェーデンの動向を伺っていた。一方でスウェーデンがバルト海世界で影響力が増せば増すほど新王家の国王は、周辺国への野心を高まらせて行く事となる。大洪水時代という未曾有の内戦は、近隣諸国の介入による国家間戦争に至り、スウェーデンによる侵攻は、結果的に北方諸国間による抗争を激化させて行く事となる。

### 開戦
この戦争は、当初はスウェーデンが圧倒し、後の両国との講和条約により、プファルツ王朝を認めさせた事と、1629年に成立したスウェーデン領リヴォニア（リヴォニアのリーフランド）を正式にスウェーデン領として認めさせる事が出来た。しかしスウェーデンによる脅威から、連合王国の徹底抗戦と周辺諸国の対スウェーデン戦争を呼び起し、戦域は拡大し、多大な犠牲を強いられる事となった。特にポーランドとの同君連合下にあったリトアニア大公国とのケダイネイ合同（1655年）は、完全に失敗に終わる事となった。これはスウェーデン国王自身の誇大化した野心と連合王国の分割、そしてスウェーデン軍による連合王国の都市、農村への略奪・破壊行為が連合王国国民の怒りを買い、時勢的にフメリニツキーの乱が一段落した事もあって、連合王国の総力を挙げての大反撃に転換し、スウェーデン軍はその後軍事的敗退を喫し、1657年に連合王国から追い払われる結果となったのである。これはスウェーデンの新王家であるプファルツ王家にとっては大失態であったが、ポーランド側にとっても軍事的にも政治的にも大転換の余力は無かった。スウェーデン軍の狼藉により連合王国の経済は圧迫され、国土の疲弊をもたらした上、スウェーデン軍を追い払っても尚、ウクライナ・コサックやロシアとの戦争が継続したからである。スウェーデン軍は、デンマークとの戦争激化によって1659年に完全撤退したが、ポーランドとの和平が成るまではポーランドの貿易港を圧迫し続けた。とは言え、王位継承問題については、スウェーデンの最低限の戦争目的は果たされる事となる。
モスクワ国家はスウェーデンのポーランドでの成功をみて脅威を感じ、ポーランドとの戦争を一時停止し、1656年からスウェーデンと交戦状態に入った。モスクワ国家はスウェーデンがポーランドで孤立している間、戦争で優位に立ち、フィンランド、エストニア、ラトヴィアなど広大な領土の占領に成功した。しかしウクライナで親ポーランド派が反旗を翻し（反頭領の反乱）、ポーランドも停戦を破棄してきたため、この危機に対応する必要からモスクワ国家はスウェーデンと1658年末に休戦。モスクワ国家は休戦後もスウェーデン東部領土を占領下に置いていたものの、スウェーデンからしてみれば交戦状態からは免れており、危機的状態からは脱する事となった。
デンマークはポーランドでのスウェーデンの失態を見逃さず、この機に乗じて宣戦布告するも、スウェーデン軍は迅速で一気にユトランド半島に侵攻し、開戦わずか数ヶ月でユトランド半島を制圧した（カール・グスタフ戦争）。デンマークは首都を半島からシェラン島に戻し、優位な海軍をもって防衛しようとしたが、1657年から1658年の冬の大寒波がデンマークを襲い、艦隊も氷に閉ざされた。さらにシェラン島に至る海峡も凍結した事で、スウェーデン軍は「氷上侵攻」を敢行し、首都コペンハーゲンは包囲されデンマークは降伏した。1658年2月26日ロスキレ条約を締結。ロスキレ条約の結果、デンマークはスウェーデンに領土を割譲したものの、デンマークがオランダと密約したと言う不穏な情報がスウェーデンにもたらされ、1658年11月、オランダ艦隊はスウェーデン艦隊を撃破したあげく、コペンハーゲン防衛のための陸軍部隊を展開した。これを不快視したスウェーデンは1659年に再度デンマークに侵攻する。しかしスウェーデン軍は、名将デ・ロイテル率いるオランダ艦隊に支援された抵抗により、コペンハーゲンを攻略する事は出来ず、その間にデンマーク、ブランデンブルク＝プロイセン、ハプスブルク君主国との軍事同盟が成立し、その同盟軍による進駐とデンマーク軍による抵抗により、スウェーデン軍はデンマークからの撤退を余儀なくされた。スウェーデンは戦争を継続するも戦陣を置いたスコーネ（ロスキレ条約以前はデンマーク領）でも反乱が起きたため、戦況は暗転した。さらに1660年初頭、軍を指揮するスウェーデン国王自身が熱病に冒される事となった。

## 講和

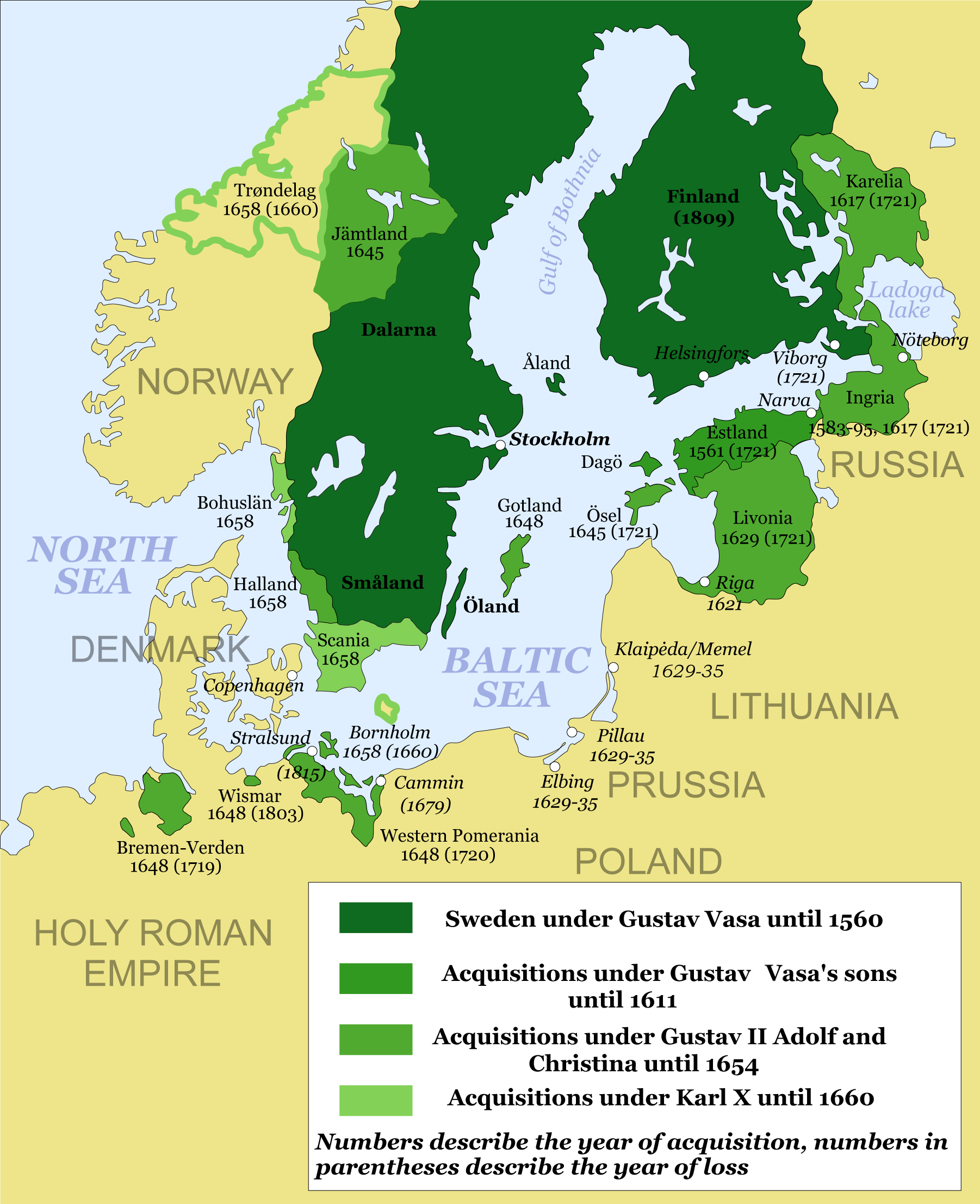
スウェーデン帝国の領土拡大。1658年のロスキレ条約により緑枠の領土を、1660年のコペンハーゲン条約により萌黄色の領土を獲得したスウェーデンは、その大国時代の頂点を迎えた。

カール10世は1660年初に病気に倒れ、2月23日に死去した。カール10世の死により和平の障害の1つが除かれ、4月23日にはオリヴァ条約が締結された。スウェーデンはスウェーデン領リヴォニアの主権を認められ、ブランデンブルクはプロイセン公国の主権を承認され、ヤン2世カジミェシュはスウェーデン王位への請求を取り下げたがスウェーデン王の称号を死去まで保持することを承認された。占領地は全て原状回復とした。
しかし、デンマークは直近の成功によりスウェーデンの弱点を見つけ、和平に前向きではなかった。オランダは封鎖を解除したが、説得されて再びデンマークに肩入れした。フランスとイングランドはスウェーデン側で介入、再び大戦が起こるように思えた。しかし、デンマークの政治家ハンニバル・セヘステッドは外国の直接介入を排除して平和条約を交渉、コペンハーゲン条約の締結に成功した。条約によりスウェーデンはボーンホルム島とトロンデラーグをデンマークに返還した。またデンマークはバルト海でのスウェーデンに対する海軍行動の禁止を約束した。1660年の条約は政治的にはデンマーク、スウェーデンとノルウェーの境界を定め、境界は現代まで続いた。また、スウェーデンはドミニウム・マリス・バルティキ（環バルト海世界の覇権）を確保した。
ロシアは対ポーランド戦争を継続したが、スウェーデンとはカディス条約で講和、ロシアが占領したスウェーデン領を返還した。

### 講和条約の一覧
- ケーニヒスベルク条約 - スウェーデン・ブランデンブルク＝プロイセン間、1656年締結。ブロンベルク条約とオリヴァ条約により無効。
- ブロンベルク条約 - ブランデンブルク＝プロイセン・ポーランド＝リトアニア間、1657年締結。
- ロスキレ条約 - スウェーデン・デンマーク間、1658年締結。コペンハーゲン条約により無効。
- オリヴァ条約 - スウェーデン・ブランデンブルク＝プロイセン・オーストリア・ポーランド＝リトアニア間、1660年締結。
- コペンハーゲン条約 - スウェーデン・デンマーク間、1660年締結。
- カディス条約 - スウェーデン・ロシア間、1661年締結。

## 戦争の影響
スウェーデンはこの戦争で軍事的成功は殆ど為し得なかったが、政治的成功を得て北方の覇権を確立するに至った。北方戦争は、この様にバルト海世界に多大なインパクトを与え、スウェーデンと交戦国との40年間の和平の後、北方諸国が再度結集した戦争（大北方戦争、1700年 - 1721年）を再開する事となる。同時にスウェーデン財政にも多大なプレッシャーを与え、戦後のスウェーデンの国力弱体化を招く事にも繋がった。スウェーデンはバルト海世界での優位を保ったが、植民地はオランダによって奪われ、スウェーデンの植民地帝国への道は絶たれた（プファルツ王朝の元では、スウェーデン海軍の更新はなく、スウェーデンの植民地であった北米のニュースウェーデン及びアフリカの黄金海岸を喪失した）。しかしスウェーデンにとって肥沃なスコーネ地方の獲得は、北方戦争の中での数少ない成果でもあった。1658年のロスキレ条約で得た領土の内、残った領土がスコーネだった。この領土を維持するためにスウェーデン政府は、他の占領地をデンマークに返還している。スウェーデンにとって、北海へ進出する事は悲願でもあった。この地方はデンマークにとっても重要であり、かつての北海帝国の首都はルンドにあった。この地方をスウェーデンが獲得した1658年の段階で、一時、デンマークの人口がスウェーデンの半分にまで減少した程の影響を残した。このためデンマークは、バルト海の覇権奪回のみならず、スコーネ奪回のために幾度となくスウェーデンに対し戦端を開いている。1670年代のスコーネ戦争、1700年代の大北方戦争、19世紀のナポレオン戦争によるスウェーデン分割の意図などである。しかしいずれもデンマークが敗退し、スウェーデンの地方自治体であるスコーネ県として今日に至っている。
ポーランドを中心とした連合王国も、スウェーデンと和平を結んだものの疲弊しており、以後も続く戦争によって、さらなる打撃を受ける事となる。ポーランドでは、フメリニツキーの死後、反頭領の反乱やリプカ・タタール人によるリプカの反乱（1672年）等の内戦が続いた。ウクライナでは、1649年にヘーチマン国家が独立したが、モスクワ・ロシアの勢力伸長を経て1786年にロシア帝国に吸収された。北方戦争では反スウェーデン側の強固な抵抗もあり、「ポーランド・リトアニア連合の分割」の目論見が成功に終わった訳ではなかったが、この強大化したロシア帝国がこの政策を継承して「ポーランド分割」を実施した。1660年にブランデンブルク＝プロイセンがポーランド王国からプロイセン公国として独立することを承認されたが、プロイセン王国を経て、強大なドイツ帝国へと変貌して行く。